# Période 8 du tableau périodique
La période 8 du tableau périodique est la huitième ligne, ou période, des versions étendues du tableau périodique des éléments. Elle contient des éléments chimiques hypothétiques : en juin 2017, aucun de ces éléments n'avait été observé, bien que diverses tentatives pour les synthétiser aient eu lieu depuis le début du XXIe siècle. Ces éléments sont désignés selon la dénomination systématique de l'IUPAC : les deux premiers d'entre eux, par exemple, s'appellent ainsi respectivement ununennium et unbinilium, ce qui correspond aux chiffres 1-1-9 et 1-2-0 de leur numéro atomique respectif ; dans la littérature, la dénomination systématique n'est jamais employée, et un élément de numéro atomique Z est simplement désigné par « élément Z » — l'ununennium et l'unbinilium sont ainsi toujours appelés « élément 119 » et « élément 120 ».
L'étude des éléments de la période 8 relève davantage de la physique nucléaire, voire de la physique des particules, que de la chimie, car il s'agit dans un premier temps de parvenir à les synthétiser et à les détecter. Si on parvenait à en produire des quantités suffisantes pour pouvoir en étudier la chimie, ces éléments présenteraient certainement des comportements différents de ceux des périodes précédentes en raison d'une configuration électronique altérée par des effets quantiques et relativistes devenant sensibles à ces niveaux d'énergie, tels que l'électrodynamique quantique, ou encore le couplage spin-orbite, qui divise les sous-couches périphériques en recomposant la répartition des niveaux d'énergie pour former de nouvelles sous-couches apparentes sans rapport avec la périodicité observée pour les éléments de numéro atomique inférieur.

## Liste des éléments de la période 8
Contrairement à ce qu'il en est pour les périodes précédentes, on ignore combien d'éléments occupent la 8e période du tableau périodique des éléments. S'il est clair que le bloc s ne compte que deux éléments sur cette période comme sur les précédentes, la 8e période est en revanche la première à comporter des éléments du bloc g, et leur nombre varie de 18, pour une extrapolation simple de la règle de Klechkowski, à 22, par la méthode de Hartree-Fock.

### Éléments du bloc s
Selon toute vraisemblance, les éléments du bloc s de la 8e période devraient pouvoir être observés dans la décennie 2020, la condition nécessaire étant de disposer d'une sensibilité de l'ordre de quelques dizaines de femtobarns, ce qui est hors de portée même des installations les plus pointues disponibles en 2016. Ces éléments seraient les suivants :
| Sous-couche 8s | 119Uue | 120Ubn |
| Élément chimique | Élément chimique | Élément chimique | Par Klechkowski | Par Fricke & Stoff[1] |
| ---------------- | ---------------- | ---------------- | --------------- | --------------------- |
| 119              | Uue              | Ununennium       | [Og] 8s1        | [Og] 8s1 ⁄2           |
| 120              | Ubn              | Unbinilium       | [Og] 8s2        | [Og] 8s2 1⁄2          |
On s'attend à ce que ces éléments présentent des propriétés chimiques proches du rubidium et du strontium sur la période 5 car leur orbitale 8s est contractée à la suite d'effets relativistes, ce qui les distingue de leurs voisins immédiats francium et radium sur la période 7. En raison de cette contraction, le rayon atomique de ces éléments devrait être semblable à celui du francium et du radium. Ils devraient se comporter respectivement comme un métal alcalin et un métal alcalino-terreux, donnant respectivement un état d'oxydation +1 et +2, mais la déstabilisation relativiste de la sous-couche électronique 7p3/2 et l'énergie d'ionisation relativement faible des électrons de cette sous-couche devraient rendre possibles des états d'oxydation supérieurs, respectivement +3 et +4 par exemple.

### Éléments du bloc g
La 8e période est la première du tableau périodique à posséder des éléments du bloc g. Ils appartiendraient à la famille des superactinides, caractérisée par le remplissage progressif des sous-couches électroniques 5g et 6f ; ils pourraient ainsi avoir des propriétés chimiques rappelant celles des actinides (caractérisés par le remplissage de la sous-couche 5f), mais la proximité des niveaux d'énergie 5g et 6f, ainsi que leur faible écart avec les niveaux 7d et 8p, pourrait conduire à une relative confusion des sous-couches électroniques dans ces atomes, d'où peut-être des comportements chimiques originaux indépendants de leur position dans le tableau périodique.
Leur observabilité serait conditionnée à l'existence de l'hypothétique îlot de stabilité, prédit par le modèle en couches du noyau atomique à travers les nombres magiques (2, 8, 20, 28, 50, 82, 126 et 184) de protons et de neutrons assurant une stabilité particulière aux nucléides qui en sont composés. Si cet îlot de stabilité existe réellement, alors certains isotopes des éléments jusqu'à Z ≈ 127 pourraient avoir des périodes radioactives de l'ordre de quelques secondes et pourraient donc être observables ; il est en revanche vraisemblable qu'on ne puisse jamais observer de nucléides pour lesquels Z> 130. La position de l'îlot de stabilité elle-même demeure incertaine car la détermination des nombres magiques dans les atomes superlourds pourrait obéir à des règles différentes de celles théorisées (et relativement bien vérifiées) pour les atomes plus légers, de sorte que, même si cet îlot existait, il pourrait être en réalité situé plus « bas » en termes de numéro atomique, rendant du même coup inobservables tous les superactinides.
Enfin, le nombre même des éléments du bloc g de la 8e période n'est pas non plus connu avec certitude. Une extrapolation simple de la règle de Klechkowski, dans l'esprit du concept des superactinides de Glenn Seaborg, conduit à placer les éléments 121 à 138 dans le bloc g, suivis des éléments 139 à 152 dans le bloc f ; en revanche, la méthode de Hartree-Fock conduit à disposer les éléments 121 à 142 dans le bloc g, suivis des éléments 143 à 156 dans le bloc f, des éléments 157 à 166 dans le bloc d, etc.
| Sous-couche 5g | 121Ubu | 122Ubb | 123Ubt | 124Ubq | 125Ubp | 126Ubh | 127Ubs | 128Ubo | 129Ube | 130Utn | 131Utu | 132Utb | 133Utt | 134Utq | 135Utp | 136Uth | 137Uts | 138Uto | 139Ute | 140Uqn | 141Uqu | 142Uqb |

| Élément chimique | Élément chimique | Élément chimique | Par Klechkowski   | Par Fricke & Stoff                                   | Par Umemoto et Saito |
| ---------------- | ---------------- | ---------------- | ----------------- | ---------------------------------------------------- | -------------------- |
| 121              | Ubu              | Unbiunium        | [Og] 8s2 5g1      | [Og] 8s2 1⁄2 8p1 ⁄2                                  | [Og] 8s2 8p1         |
| 122              | Ubb              | Unbibium         | [Og] 8s2 5g2      | [Og] 8s2 1⁄2 7d1 3⁄2 8p1 ⁄2                          | [Og] 8s2 8p2         |
| 123              | Ubt              | Unbitrium        | [Og] 8s2 5g3      | [Og] 8s2 1⁄2 6f1 5⁄2 7d1 3⁄2 8p1 ⁄2                  | [Og] 8s2 6f1 7d1 8p1 |
| 124              | Ubq              | Unbiquadium      | [Og] 8s2 5g4      | [Og] 8s2 1⁄2 6f3 5⁄2 8p1 ⁄2                          | [Og] 8s2 6f2 8p2     |
| 125              | Ubp              | Unbipentium      | [Og] 8s2 5g5      | [Og] 8s2 1⁄2 5g1 7⁄2 6f3 5⁄2 8p1 ⁄2                  | [Og] 8s2 6f4 8p1     |
| 126              | Ubh              | Unbihexium       | [Og] 8s2 5g6      | [Og] 8s2 1⁄2 5g2 7⁄2 6f2 5⁄2 7d1 8p1 ⁄2              | [Og] 8s2 5g1 6f4 8p1 |
| 127              | Ubs              | Unbiseptium      | [Og] 8s2 5g7      | [Og] 8s2 1⁄2 5g3 7⁄2 6f2 5⁄2 8p2 1⁄2                 | [Og] 8s2 5g2 6f3 8p2 |
| 128              | Ubo              | Unbioctium       | [Og] 8s2 5g8      | [Og] 8s2 1⁄2 5g4 7⁄2 6f2 5⁄2 8p2 1⁄2                 | [Og] 8s2 5g3 6f3 8p2 |
| 129              | Ube              | Unbiennium       | [Og] 8s2 5g9      | [Og] 8s2 1⁄2 5g5 7⁄2 6f2 5⁄2 8p2 1⁄2                 | [Og] 8s2 5g4 6f3 8p2 |
| 130              | Utn              | Untrinilium      | [Og] 8s2 5g10     | [Og] 8s2 1⁄2 5g6 7⁄2 6f2 5⁄2 8p2 1⁄2                 | [Og] 8s2 5g5 6f3 8p2 |
| 131              | Utu              | Untriunium       | [Og] 8s2 5g11     | [Og] 8s2 1⁄2 5g7 ⁄2 6f2 5⁄2 8p2 1⁄2                  | [Og] 8s2 5g6 6f3 8p2 |
| 132              | Utb              | Untribium        | [Og] 8s2 5g12     | [Og] 8s2 1⁄2 5g8 7⁄2 6f2 5⁄2 8p2 1⁄2                 | n.d.                 |
| 133              | Utt              | Untritrium       | [Og] 8s2 5g13     | [Og] 8s2 1⁄2 5g8 7⁄2 6f3 5⁄2 8p2 1⁄2                 | n.d.                 |
| 134              | Utq              | Untriquadium     | [Og] 8s2 5g14     | [Og] 8s2 1⁄2 5g8 7⁄2 6f4 5⁄2 8p2 1⁄2                 | n.d.                 |
| 135              | Utp              | Untripentium     | [Og] 8s2 5g15     | [Og] 8s2 1⁄2 5g8 7⁄2 5g1 9⁄2 6f4 5⁄2 8p2 1⁄2         | n.d.                 |
| 136              | Uth              | Untrihexium      | [Og] 8s2 5g16     | [Og] 8s2 1⁄2 5g8 7⁄2 5g2 9⁄2 6f4 5⁄2 8p2 1⁄2         | n.d.                 |
| 137              | Uts              | Untriseptium     | [Og] 8s2 5g17     | [Og] 8s2 1⁄2 5g8 7⁄2 5g3 9⁄2 6f3 5⁄2 7d1 3⁄2 8p2 1⁄2 | n.d.                 |
| 138              | Uto              | Untrioctium      | [Og] 8s2 5g18     | [Og] 8s2 1⁄2 5g8 7⁄2 5g4 9⁄2 6f3 5⁄2 7d1 3⁄2 8p2 1⁄2 | n.d.                 |
| 139              | Ute              | Untriennium      | [Og] 8s2 5g18 6f1 | [Og] 8s2 1⁄2 5g8 7⁄2 5g5 9⁄2 6f2 5⁄2 7d2 3⁄2 8p2 1⁄2 | n.d.                 |
| 140              | Uqn              | Unquadnilium     | [Og] 8s2 5g18 6f2 | [Og] 8s2 1⁄2 5g8 7⁄2 5g6 9⁄2 6f3 5⁄2 7d1 3⁄2 8p2 1⁄2 | n.d.                 |
| 141              | Uqu              | Unquadunium      | [Og] 8s2 5g18 6f3 | [Og] 8s2 1⁄2 5g8 7⁄2 5g7 9⁄2 6f2 5⁄2 7d2 3⁄2 8p2 1⁄2 | n.d.                 |
| 142              | Uqb              | Unquadbium       | [Og] 8s2 5g18 6f4 | [Og] 8s2 1⁄2 5g8 7⁄2 5g8 9⁄2 6f2 5⁄2 7d2 3⁄2 8p2 1⁄2 | n.d.                 |

### Éléments des bloc f, d et p
Relevant vraisemblablement davantage de l'extrapolation mathématique qu'autre chose, les éléments du bloc f de la 8e période compléteraient la liste des superactinides. Situés sous les actinides dans le tableau périodique, ces éléments, s'ils pouvaient être observés, présenteraient peut-être des propriétés chimiques semblables, bien que l'effet des électrons de la sous-couche 5g, située à un niveau d'énergie à peine inférieur à la sous-couche 6f, soit difficilement prévisible ; les effets quantiques et relativistes dans le cortège électronique des éléments du bloc f de la huitième période seraient probablement encore plus sensibles que ceux attendus pour les éléments du bloc g, puisque leur numéro atomique est encore plus élevé.
Si les éléments des blocs d et p de la 8e période pouvaient être étudiés du point de vue chimique, il est vraisemblable que les effets quantiques et relativistes au sein de leur cortège électronique seraient tels qu'ils échapperaient à toute classification existante, à l'image de l'oganesson qui, bien qu'il appartienne, sur la 7e période, à la colonne des gaz rares, n'en semble pas moins chimiquement déjà assez éloigné.